# Urso (cônsul em 338)
Flávio Urso (em latim: Flavius Vrsus) foi um oficial romano do século IV, ativo no reinado dos imperadores Constantino (r. 306–337), Constantino II (r. 317–340), Constante I (r. 337–350) e Constâncio II (r. 337–361).

## Vida
Urso aparece em 336 quando os taifalos revoltaram-se contra Constantino na Frígia e ele, Nepociano e Herpílio os suprimiram. Em 338, torna-se cônsul anterior com Flávio Polêmio. Talvez seja o general Urso a quem Apsirto escreveu sobre doenças equinas.